# I Against I
I Against I is een Nederlandse punkband uit Dordrecht. De band werd opgericht in 1994 en opgeheven in 2008. Begin 2017 werd de band heropgericht, ditmaal zonder gitarist Robin Baard.
De band is vernoemd naar een muziekalbum van de Amerikaanse punkband Bad Brains, I Against I.

## Biografie
I Against I werd in 1994 opgericht door twee jeugdvrienden, Ronald van Maren (zang en gitaar) en Jasper Blazer (drums). Via een gemeenschappelijke vriend leerden ze Bob Hoornweg kennen, die al snel de rol van basgitarist zou vervullen. Een van de eerste uitgaves van de band was een demo-cassette getiteld 4, die in 1996 werd uitgegeven en veel positieve reacties kreeg. Enkele nummers die op dit album te horen zijn, werden later opnieuw uitgegeven op latere muziekalbums.
In 1996, zo'n anderhalf jaar na de oprichting van de band, tekende I Against I een contract bij het Amerikaanse platenlabel Epitaph Records en was daarmee de eerste Europese band die een contract bij Epitaph Records had getekend. Hierna volgde een ep in 1997 getiteld Top of the World. Het debuutalbum van I Against I, getiteld Headcleaner, werd uitgegeven in 1998 en opgenomen en geproduceerd door Bill Stevenson (van onder andere Descendents en Black Flag) in de opnamestudio The Blasting Room in Fort Collins, Colorado. Het album bracht een cd-single voort, namelijk "Time" (1998). De band ging op tournee door Europa en speelde in het voorprogramma van Descendents. In 1999 werd het studioalbum I'm a Fucked Up Dancer, but My Moods Are Swinging via Epitaph Records uitgebracht, maar dit album werd niet buiten Europa verkocht. Eerder in 1999 was de cd-single "Space Odyssey", dat diende als voorproefje voor I'm a Fucked Up Dancer, but My Moods Are Swinging, in Nederland uitgegeven. Datzelfde jaar sloot de toen 16-jarige Robin Baard zich als gitarist aan bij de band. In 2001 maakte Epitaph Records de beslissing niet meer door te gaan met I Against I vanwege de slechte verkoopcijfers. Na enkele jaren niets meer van zich te laten horen gaf de band het voor lange tijd meest recente studioalbum I Against I uit.
In 2008 werd I Against I officieel opgeheven. Het laatste concert werd gespeeld op 13 december 2008 in de Popcentrale in Utrecht. Enkele jaren later richtte het drietal samen met Martijn van der Graaf (voormalig lid van The Madd) de rockband Marty Graveyard & the Working Men op.
In 2017 maakte de band via een nieuwe website bekend weer actief te zijn. In maart dat jaar speelde I Against I samen met de nieuwe punkband STAVAST van onder andere Heideroosjes-zanger Marco Roelofs en voormalig I Against I-gitarist Robin Baard haar eerste show na in 2008 opgeheven te zijn. Hoewel er nog geen platenlabel in beeld was, beschikte de band al over nieuw materiaal. Datzelfde jaar werd er op 6 oktober een nieuw nummer van de band, getiteld "Walk Away", uitgegeven via het Nederlandse platenlabel White Russian Records op een online sampler-album dat werd uitgegeven via Bandcamp. Op deze sampler staan nummers van materiaal dat White Russian Records in de loop van het jaar daarop zou uitgeven, waaronder een nieuw muziekalbum van I Against I.
Op 14 april 2018 kondigde White Russian Records aan het vierde studioalbum van I Against I, getiteld Small Waves, uit te geven op 5 oktober 2018. Gedurende augustus tot en met oktober werden "Walk Away" en de nog niet eerder uitgegeven nummers "Hey", waar ook een video voor werd gemaakt, en "Never Been So Sure" als voorproefje voor het album online gezet. Op 2 oktober werd het gehele album beschikbaar gemaakt voor streamen. Small Waves werd via White Russian Records uitgegeven op cd en (gekleurd) vinyl op 5 oktober 2018. Het album werd opgenomen en geproduceerd door Jasper van Dorp en Wilco Minderhoud in de Labtones Studio in Dordrecht. Van de mensen die al vroegtijdig een bestelling voor het album hadden geplaatst, kregen er drie een test pressing aangeboden door het label.

## Leden
Huidige leden
- Ronald van Maren – zang, gitaar
- Jasper Blazer – drums
- Bob Hoorweg – basgitaar, zang

Voormalige leden
- Robin Baard – gitaar (1999–2008)

## Discografie
Studioalbums
- Headcleaner (Epitaph Records, 1998)
- I'm a Fucked Up Dancer, but My Moods Are Swinging (Epitaph Records, 1999)
- I Against I (Moondown Records, 2005)
- Small Waves (White Russian Records, 2018)

Andere albums
- 4 (demo, Commercial Suicide, 1996)
- Top of the World (ep, Epitaph Records, 1997)
- "Time" (single, Epitaph Records, 1998)
- "Space Odyssey" (single, Epitaph Records, 1999)